# ジャックドール
ジャックドール（欧字名: Jack d'Or 香:金積驥、2018年4月8日 - ）は、日本の競走馬。主な勝ち鞍は2023年の大阪杯、2022年の金鯱賞、札幌記念。金髪の貴公子と呼ばれている。
馬名の意味は、人名＋フランス語で「黄金」。

## 戦績

### デビュー前
2018年4月8日、クラウン日高牧場にて生まれる。
1歳時の2019年、セレクションセールにて3,456万円で落札された。

### 2歳 - 3歳（2020年 - 2021年）
2020年12月6日、中山競馬場の2歳新馬（芝2000メートル）にて、斎藤新鞍上でデビューし2着。以後は主に藤岡健一調教師の実子である藤岡佑介が手綱を取る。中2週で阪神競馬場の未勝利戦（芝2000メートル）に出走し再び2着に敗れ、約4か月の休養の後、2021年4月25日、同条件の3歳未勝利戦に出走し、2着のグラヴィテに9馬身差をつけ1着、初勝利を挙げる。その後は中1週で日本ダービーのトライアル競走であるプリンシパルステークスに三浦皇成鞍上で出走するが5着に敗れている。
2021年9月11日、中京競馬場の3歳以上1勝クラスを藤岡佑介鞍上で勝利すると、同条件の浜名湖特別（2勝クラス）、さらに東京競馬場で行われたウェルカムステークス（3勝クラス）を連勝しオープン入りした。

### 4歳（2022年）
4歳初戦に白富士ステークス（Listed）を選択し勝利すると、その後は初の重賞となる金鯱賞に出走。レイパパレ・アカイイトのGI馬2頭相手に逃げ切り、5連勝での重賞初勝利を挙げ、大阪杯の優先出走権を獲得した。勝ちタイムは1分57秒2で、従来のコースレコード1分58秒3を1秒1更新するレコード勝利だった。鞍上を務めた藤岡佑介は「最後もラップを緩めずにしっかり走ってくれて、本当にすごい馬だと思います。とても軽くて、力強い馬。あまり他の馬では感じたことのないストライドですね」と評した。
その後は4月3日、初のGIとなる大阪杯に出走。前年の年度代表馬であるエフフォーリアに続いて単勝2番人気に支持され、「二強対決」と話題になった。1000メートル通過58秒8のこれまでにないハイペースで逃げを打ち、残り200メートルまで先頭を保ったが、ポタジェら後続につかまり5着。レース後、鞍上の藤岡佑介騎手は右後肢を落鉄していたのを明かしたほか、スタートで立ち遅れたこと、馬場が緩かったことを敗北の原因として挙げた。
休養を挟み8月21日、札幌記念に出走。GI馬5頭出走と豪華メンバーの中、GI3勝の白毛馬ソダシ、同年のドバイターフを制したパンサラッサに次ぐ単勝3番人気に支持される。レースでは、パンサラッサがハナを取り同馬は4番手で追走する。4コーナーで先頭を伺うと、逃げ粘るパンサラッサをゴール前で捉え、重賞2勝目をあげた。
初G1制覇を視界に捉え迎えた秋の天皇賞は3番人気に推されたが、パンサラッサ単独の大逃げを許した一方で、鞍上の藤岡は折り合いをつけ4、5番手からの追走を選択、しかし、その差は縮まらず。残り200メートルを過ぎて内からダノンベルーガ、外からイクイノックスら3歳馬2頭にかわされ結果は4着。鞍上の藤岡は「パンサラッサが離れて難しい競馬にはなりましたが、僕の馬はいい位置を取れました。ただ最後は前をつかまえることができず、後ろにもかわされて。コンディション的にはまだ上がり目はありそうなので、この差を詰めていけば、G1に手が届く思うので、また頑張ります。」と語り、この結果を受け、陣営はかねてより参戦を決めていたG1香港カップに向けて新たに武豊を鞍上に迎えることを決めた。
香港カップではスタートが悪く中団からの競馬となり、7着に敗れた。

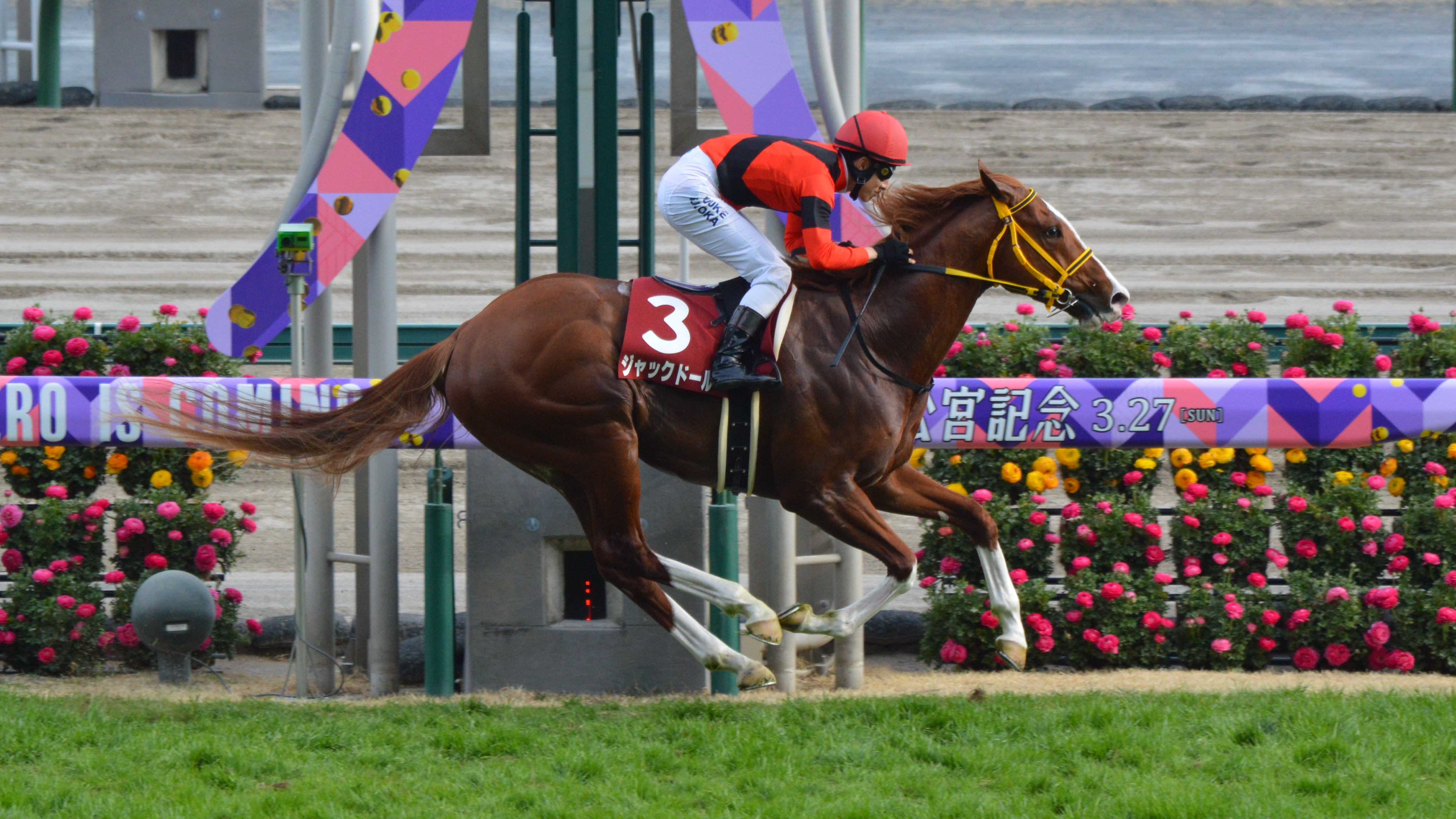
2022年金鯱賞

### 5歳（2023年）
この年は大阪杯から始動、鞍上は引き続き武豊が執った。レースは9番枠から先手を取り、前半58.9秒で逃げると、4コーナーから最後の直線にかけて、後続にいたダノンザキッドの猛追を振り切りながら、後方10番手で控えていたスターズオンアースの外からの強襲をハナ差争いで制して念願のGI初制覇を成し遂げた。勝ち時計は1分57秒4で従来のレースレコードを更新した。また、2017年（キタサンブラック）以来6年ぶりに大阪杯の勝利ジョッキーとなった武豊はこの勝利により自身のJRAにおける通算G1勝利数を80勝の大台に乗せ、さらに史上最年長となる54歳19日でのG1勝利となり人馬共に記録ずくめの優勝となった。
武豊騎手はレース後のインタビューにおいて「スタートが決まれば第一プランとして先手を取りたいと思っていた。1・2コーナーで少し力みかけたが、何とか馬自身が理解してくれていいリズムというか、いいペースで運ぶことができた。いい形で直線を向いたが、強い馬が後ろにいましたし、脚音が聞こえてきましたけど何とか頑張ってくれ、と思っていました」と答えている。
その後は初めてのマイル戦となる安田記念に出走。道中ウインカーネリアンの2番手につけて最終直線で先頭に立ったが、残り100mほどで外から勝ち馬のソングラインらにかわされ5着となった。鞍上の武豊は「かぶされるのが嫌だったので押して行った分、少し力んでしまった」と騎乗を反省したが、「無謀なチャレンジではなかったし、またマイルで乗りたい」とマイル適性を評価した。また、藤岡調教師も「初の1600mがGIでこの競馬ならマイルはダメじゃないということ」と、同様にジャックドールのマイル適性を評価した。この後、連覇をかけて挑んだ8月20日の札幌記念に1番人気で出走。レースでは好位の4・5番手で脚を溜めるものの直線で伸びを欠き6着に敗れた。
秋初戦として天皇賞（秋）に出走。武豊はドウデュースへの騎乗が予定されていたため藤岡が鞍上に復帰した。レースでは前半5ハロンを57.7秒で走るハイペースな逃げを見せたが、最終直線で沈んでしまい最下位11着となった。結果的にこのレースが現役最終戦となった。
なお、2023年に中央競馬ピーアール・センター企画で実施された「アイドルホースオーディション2023」において、現役馬部門で2位に入り、ぬいぐるみ化が決定している。

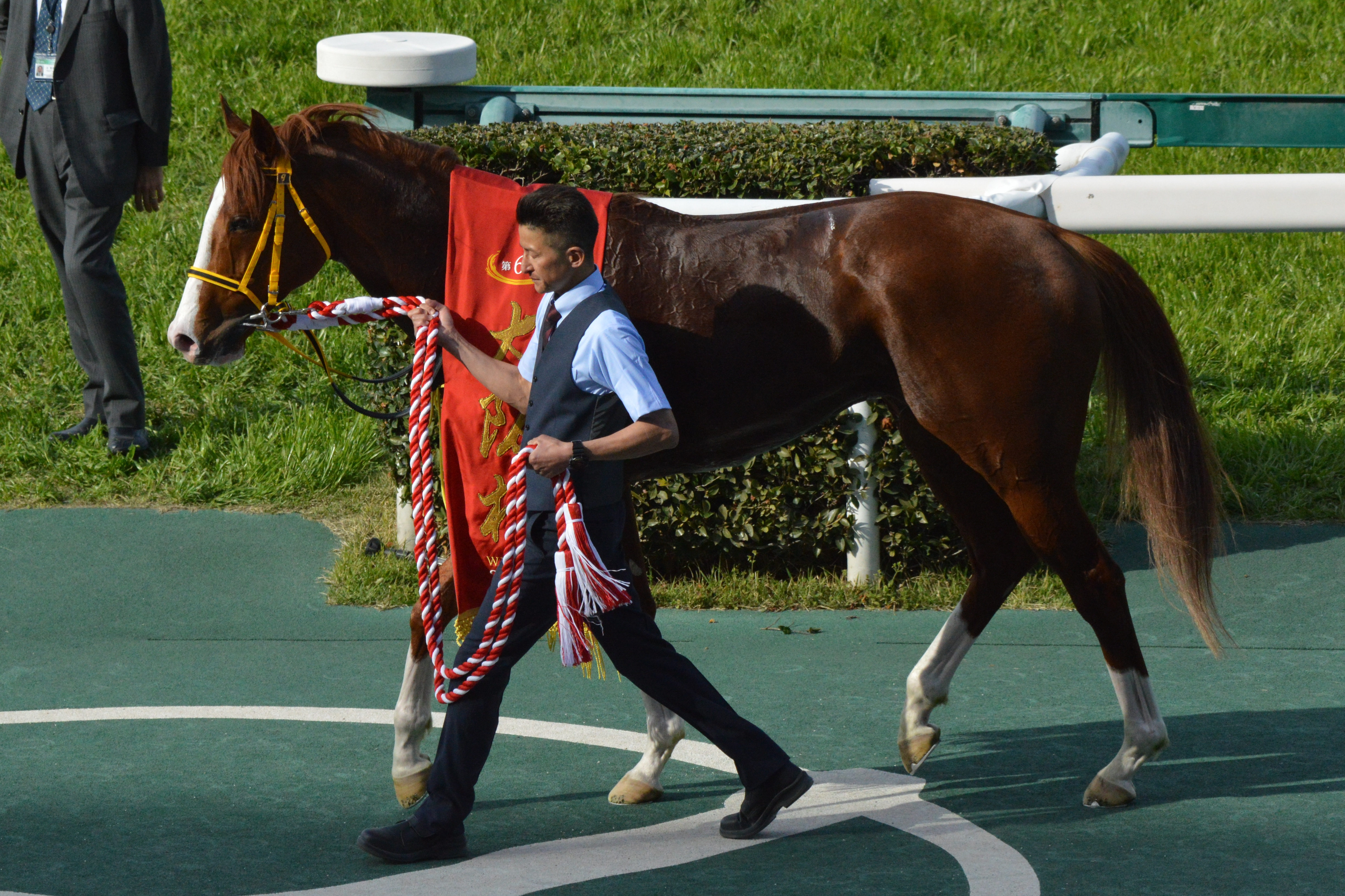
大阪杯優勝レイ
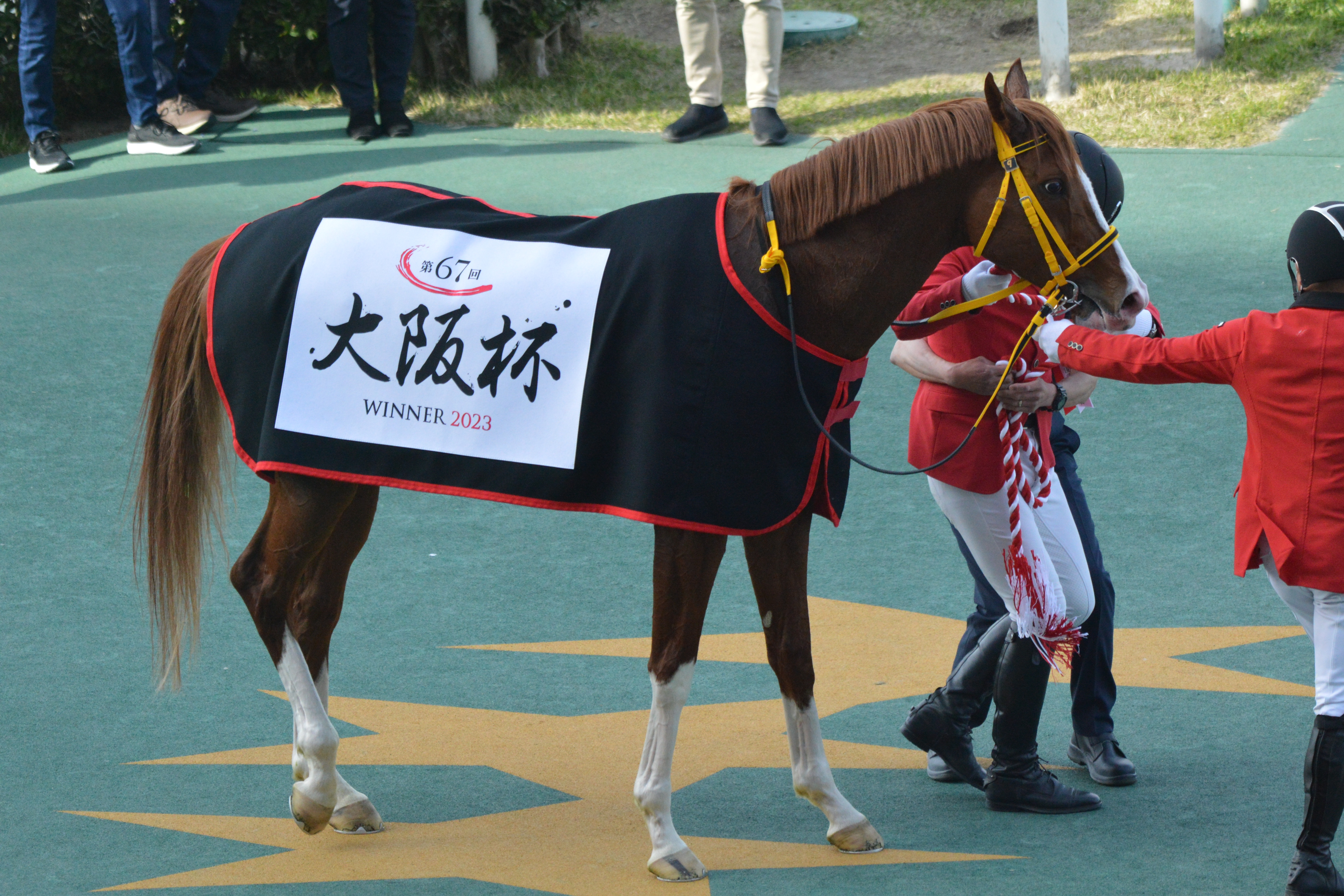
馬服

### 6歳（2024年）
天皇賞（秋）以降は放牧を挟んで2024年シーズンに備え、サウジカップに予備登録していたが、1月17日に右前浅屈腱炎が判明し、今後9カ月以上の休養を要する見込みとJRAより発表された。

### 7歳（2025年）
福島県の競走馬リハビリテーションセンターでの療養を経て、復帰へ向けて調整されていたが、2月中旬に右前脚に腫れが出たため診断を受けた結果、右前浅屈腱炎の再発が判明した。関係者の協議の結果として現役復帰を断念し、2月19日、管理する藤岡調教師より現役引退が発表され、JRAの競走馬登録も同日付で抹消された。引退後は、北海道沙流郡日高町のアシュリンジャパンで種牡馬として繋養されることが当初発表されたが、後にアシュリンジャパンの「マネージメント馬」という形でレックススタッドに繋養されることが改めて発表された。

## 競走成績
以下の内容は、JBISサーチ、netkeiba.comおよび香港ジョッキークラブの情報に基づく。
| 競走日     | 競馬場 | 競走名         | 格  | 距離（馬場）  | 頭 数 | 枠 番 | 馬 番 | オッズ （人気） | 着順 | タイム （上がり3F） | 着差  | 騎手      | 斤量 [kg] | 1着馬（2着馬）         | 馬体重 [kg] |
| ---------- | ------ | -------------- | --- | ------------- | ----- | ----- | ----- | --------------- | ---- | ------------------- | ----- | --------- | --------- | ---------------------- | ----------- |
| 2020.12.06 | 中山   | 2歳新馬        |     | 芝2000m（稍） | 16    | 7     | 14    | 002.90（1人）   | 02着 | R2:05.3（35.6）     | -0.4  | 0斎藤新   | 54        | アオイショー           | 502         |
| 0000.12.27 | 阪神   | 2歳未勝利      |     | 芝2000m（良） | 16    | 1     | 2     | 002.60（1人）   | 02着 | R2:01.6（35.5）     | -0.2  | 0藤岡佑介 | 55        | ハッピーオーサム       | 502         |
| 2021.04.25 | 阪神   | 3歳未勝利      |     | 芝2000m（良） | 15    | 7     | 12    | 001.70（1人）   | 01着 | R2:00.3（34.8）     | -1.4  | 0藤岡佑介 | 56        | （グラヴィテ）         | 494         |
| 0000.05.08 | 東京   | プリンシパルS  | L   | 芝2000m（良） | 14    | 1     | 1     | 009.00（4人）   | 05着 | R1:59.9（34.6）     | -0.6  | 0三浦皇成 | 56        | バジオウ               | 492         |
| 0000.09.11 | 中京   | 3歳上1勝クラス |     | 芝2000m（良） | 12    | 2     | 2     | 003.00（1人）   | 01着 | R1:59.4（34.6）     | -0.3  | 0藤岡佑介 | 54        | （ウィンドリッパー）   | 508         |
| 0000.10.03 | 中京   | 浜名湖特別     | 2勝 | 芝2000m（良） | 8     | 7     | 7     | 001.80（1人）   | 01着 | R2:01.5（33.2）     | -0.5  | 0藤岡康太 | 55        | （ノースザワールド）   | 506         |
| 0000.11.28 | 東京   | ウェルカムS    | 3勝 | 芝2000m（良） | 16    | 7     | 13    | 005.10（3人）   | 01着 | R1:58.4（34.3）     | -0.6  | 0藤岡佑介 | 55        | （ハーツイストワール） | 506         |
| 2022.01.29 | 東京   | 白富士S        | L   | 芝2000m（良） | 14    | 3     | 4     | 002.20（1人）   | 01着 | R1:57.4（34.7）     | -0.2  | 0藤岡佑介 | 55        | （アドマイヤハダル）   | 508         |
| 0000.03.13 | 中京   | 金鯱賞         | GII | 芝2000m（良） | 13    | 3     | 3     | 002.00（1人）   | 01着 | R1:57.2（34.6）     | -0.4  | 0藤岡佑介 | 56        | （レイパパレ）         | 506         |
| 0000.04.03 | 阪神   | 大阪杯         | GI  | 芝2000m（良） | 16    | 2     | 4     | 003.70（2人）   | 05着 | R1:58.9（36.3）     | -0.5  | 0藤岡佑介 | 57        | ポタジェ               | 508         |
| 0000.08.21 | 札幌   | 札幌記念       | GII | 芝2000m（良） | 16    | 2     | 4     | 004.60（3人）   | 01着 | R2:01.2（37.3）     | -0.0  | 0藤岡佑介 | 57        | （パンサラッサ）       | 516         |
| 0000.10.30 | 東京   | 天皇賞（秋）   | GI  | 芝2000m（良） | 15    | 5     | 9     | 005.00（3人）   | 04着 | R1:57.8（33.5）     | -0.3  | 0藤岡佑介 | 58        | イクイノックス         | 508         |
| 0000.12.11 | 沙田   | 香港C          | G1  | 芝2000m（Gd） | 12    | 2     | 3     | 005.20（2人）   | 07着 | R2:00.84（36.17）   | -1.14 | 0武豊     | 57        | Romantic Warrior       | 501         |
| 2023.04.02 | 阪神   | 大阪杯         | GI  | 芝2000m（良） | 16    | 5     | 9     | 003.60（2人）   | 01着 | R1:57.4（35.3）     | -0.0  | 0武豊     | 58        | （スターズオンアース） | 512         |
| 0000.06.04 | 東京   | 安田記念       | GI  | 芝1600m（良） | 18    | 2     | 3     | 008.00（5人）   | 05着 | R1:31.7（34.0）     | -0.3  | 0武豊     | 58        | ソングライン           | 508         |
| 0000.08.20 | 札幌   | 札幌記念       | GII | 芝2000m（稍） | 15    | 3     | 5     | 002.30（1人）   | 06着 | R2:03.2（37.7）     | -1.7  | 0武豊     | 58        | プログノーシス         | 516         |
| 0000.10.29 | 東京   | 天皇賞（秋）   | GI  | 芝2000m（良） | 11    | 8     | 10    | 015.20（5人）   | 11着 | R1:58.4（37.9）     | -3.2  | 0藤岡佑介 | 58        | イクイノックス         | 506         |

- タイム欄のRはレコード勝ちを示す
- 海外の競走の「枠番」欄にはゲート番を記載
- 香港のオッズ・人気は香港ジョッキークラブのもの

## 評価
栗毛の逃げ馬であり、金鯱賞をレコードで勝ったという共通点から、「令和のサイレンススズカ」と呼ばれることもある。ただし、走法が似ているわけではない。
勝木淳は、サイレンススズカは序盤でトップスピードに入り、前半1000メートルで勝負を決めるという走法であるのに対し、ジャックドールは前半は自制のきいた走りでマイペースを貫き、最後の600メートルでギアを入れ、瞬発力の効いた末脚を繰り出し、後半600メートルで勝負を決める、「2段階加速」とも言える走法をするため、ジャックドールの走法はむしろミホノブルボンに近いと評した。
柏木集保は、ジャックドールは「勝つための逃げ」、サイレンススズカは「もっと強くなるための逃げ」と評し、金鯱賞の上がりタイムやレース内容からも、ジャックドールは成長途中であるものの、2頭は全く別の存在であると述べた。そして、ジャックドールに似ている馬として、タイトルホルダーやメジロパーマー、ダイタクヘリオス、カツラギエースの名前を挙げている。
島田明宏は、サイレンススズカは抑えてゆっくり走ることがストレスになるので序盤から飛ばして逃げるスタイルを取っているが、ジャックドールは最後での瞬発力勝負になると分が悪いため、後続を引き付けつつ逃げてロングスパートをかけることで消耗戦に持ち込む戦術を取っていると評した。一方で同じラップで走れる馬が他にいないという「絶対的な強さ」が共通しているとも述べた。
武豊は、香港カップでの騎乗依頼があった際、自身のオフィシャルサイトで「すぐに思い出したのは、サイレンススズカに初めて乗せてもらったのが香港だったこと。このご縁をいい形で次に繋げられるような、そんなレースをしたいです」と語っている一方、関係者には「めっちゃ、いい馬、回ってきたわ～」語っていたとしている。

## 血統表
| ジャックドールの血統                | ジャックドールの血統                        | ジャックドールの血統                        | （血統表の出典）                            | （血統表の出典）    |
| 父系                                | ロベルト系                                  | ロベルト系                                  | ロベルト系                                  | [ § 2 ]             |
| 父 モーリス 鹿毛 2011 北海道門別町  | 父の父スクリーンヒーロー 栗毛 2004          | *グラスワンダー                             | Silver Hawk                                 | Silver Hawk         |
| 父 モーリス 鹿毛 2011 北海道門別町  | 父の父スクリーンヒーロー 栗毛 2004          | *グラスワンダー                             | Ameriflora                                  |                     |
| 父 モーリス 鹿毛 2011 北海道門別町  | 父の父スクリーンヒーロー 栗毛 2004          | ランニングヒロイン                          | *サンデーサイレンス                         | *サンデーサイレンス |
| 父 モーリス 鹿毛 2011 北海道門別町  | 父の父スクリーンヒーロー 栗毛 2004          | ランニングヒロイン                          | ダイナアクトレス                            |                     |
| 父 モーリス 鹿毛 2011 北海道門別町  | 父の母メジロフランシス 鹿毛 2001            | *カーネギー                                 | Sadler's Wells                              | Sadler's Wells      |
| 父 モーリス 鹿毛 2011 北海道門別町  | 父の母メジロフランシス 鹿毛 2001            | *カーネギー                                 | Detroit                                     |                     |
| 父 モーリス 鹿毛 2011 北海道門別町  | 父の母メジロフランシス 鹿毛 2001            | メジロモントレー                            | *モガミ                                     | *モガミ             |
| 父 モーリス 鹿毛 2011 北海道門別町  | 父の母メジロフランシス 鹿毛 2001            | メジロモントレー                            | メジロクインシー                            |                     |
| 母 *ラヴァリーノ 栗毛 2004 アメリカ | 母の父Unbridled's Song 芦毛 1993            | Unbridled                                   | Fappiano                                    | Fappiano            |
| 母 *ラヴァリーノ 栗毛 2004 アメリカ | 母の父Unbridled's Song 芦毛 1993            | Unbridled                                   | Gana Facil                                  |                     |
| 母 *ラヴァリーノ 栗毛 2004 アメリカ | 母の父Unbridled's Song 芦毛 1993            | Trolley Song                                | Caro                                        | Caro                |
| 母 *ラヴァリーノ 栗毛 2004 アメリカ | 母の父Unbridled's Song 芦毛 1993            | Trolley Song                                | Lucky Spell                                 |                     |
| 母 *ラヴァリーノ 栗毛 2004 アメリカ | 母の母Sous Entendu 栗毛 1987                | Shadeed                                     | Nijinsky                                    | Nijinsky            |
| 母 *ラヴァリーノ 栗毛 2004 アメリカ | 母の母Sous Entendu 栗毛 1987                | Shadeed                                     | Continual                                   |                     |
| 母 *ラヴァリーノ 栗毛 2004 アメリカ | 母の母Sous Entendu 栗毛 1987                | It's in the Air                             | Mr. Prospector                              | Mr. Prospector      |
| 母 *ラヴァリーノ 栗毛 2004 アメリカ | 母の母Sous Entendu 栗毛 1987                | It's in the Air                             | A Wind Is Rising                            |                     |
| 母系(F-No.)                         | 4号族(FN:4-k)                               | 4号族(FN:4-k)                               | 4号族(FN:4-k)                               | [ § 3 ]             |
| 5代内の近親交配                     | Mr. Prospector M4×M5, Northern Dancer S5×M5 | Mr. Prospector M4×M5, Northern Dancer S5×M5 | Mr. Prospector M4×M5, Northern Dancer S5×M5 | [ § 4 ]             |
| 出典                                | 1. 2. 3. 4.                                 | 1. 2. 3. 4.                                 | 1. 2. 3. 4.                                 | 1. 2. 3. 4.         |

- 3代母It's in the Air（英語版）は、2歳牝馬G2を2勝して1978年エクリプス賞最優秀2歳牝馬となり[注 9]、3歳以降もデラウェアオークス（英語版）（G1）、ラフィアンステークス（G1）、アラバマステークス（G1）、ヴァニティーハンディキャップ（G1）2回などに優勝[49][50]。イッツインジエアの孫にはストーミングホーム（英チャンピオンステークス、チャールズウィッティンガムメモリアルハンデキャップ、クレメント・L・ハーシュメモリアルターフチャンピオンシップステークス）、ミュージックノート（英語版）（マザーグースステークス、コーチングクラブアメリカンオークス、ガゼルステークス、バレリーナハンデキャップ、ベルデイムステークス）、ミュージカルチャイムズ（プール・デッセ・デ・プーリッシュ（仏1000ギニー）、ジョン・C・マビーハンデキャップ）、曽孫にはミュージックノートの子ミスティックガイド（ドバイワールドカップ）、ステートオブレスト（サラトガダービー、コックスプレート、ガネー賞）がいる[51][52][53][54]。